# Абель Ресіно
Абель Ресіно (ісп. Abel Resino, нар. 2 лютого 1960, Велада) — іспанський футболіст, що грав на позиції воротаря, зокрема за мадридський «Атлетіко», а також національну збірну Іспанії. По завершенні ігрової кар'єри — тренер.

## Клубна кар'єра
У дорослому футболі дебютував 1979 року виступами за команду «Толедо», в якій провів один сезон. Згодом ще два роки відіграв за інншу команду четвертого іспанського дивізіону «Сьємпосуелос», після чого 1982 року уклав контракт з мадридським «Атлетіко».
У столичному клубі довгий час перебував у розпорядженні тренерів другої команди клубу, основним голкіпером якої став лише у сезоні 1984/85. До основної команди «Атлетіко» був переведений 1986 року, а її основним воротарем 27-річний на той час гравець став лише в сезоні 1987/88. Попри це воротар довів коректність вибору тренерського штабу на свою користь, демонструючи високу надійність. Став автором найдовшої на той час «сухої» серії у Ла Лізі, залишаючи свої ворота недоторканими протягом 1275 хвилин матчів чемпіонату. У сезоні 1990/91 став володарем Трофею Самори найнадійнішому воротареві іспанської футбольної першості, пропустивши лише 17 голів у 33 іграх турніру, встановивши рекорд надійності за сезон на рівні 0,51 гола за гру чемпіонату. Захищав ворота Атлетіко до завершення сезону 1994/95, взявши участь у понад 300 іграх команди в усіх турнірах.
Завершив ігрову кар'єру у 36 років, відігравши ще один сезон 1995/96 за «Райо Вальєкано», якому допоміг зберегти місце у найвищому іспанському дивізіоні.

## Виступи за збірну
Навесні 1991 року виходив на поле у двох товариських матчах національної збірної Іспанії.

## Кар'єра тренера
Завершивши ігрову кар'єру, повернувся до мадридського «Атлетіко», де займався підготовкою воротарів та перебував на адміністративних посадах.
2005 року розпочав самостійну тренерську кар'єру, очоливши тренерський штаб друголігової команди «Сьюдад де Мурсія», яка під його керівництвом ледь не пробилася до елітного іспанського дивізіону.
Після піврічної паузи у роботі на початку 2007 року змінив Хуана Рамона Лопеса Каро на тренерському містку «Леванте», команди, що боролася за виживання у Ла Лізі. Після приходу Ресіно до команди їй вдалося покращити результати і зберегти прописку в еліті. Тож контракт тренера із клубом влітку 2007 було подовжено. Утім вже після семи стартових турів сезону 2007/08, в яких «Леванте» зазнав шести поразок, Ресіно був звільнений.
Влітку 2008 року повернувся до тренерської роботи на рівні другого іспанського дивізіону, де півтора роки досить успішно працював з «Кастельйоном». 
У лютому 2009 року отримав запрошення від мадридського «Атлетіко» замінити на тренерському містку команди, у складі якої він провів найкращі роки ігрової кар'єри, мексиканського спеціаліста Хав'єра Агірре. Під керівництвом нового тренера «матрасники» завершили сезону 2008/09 на четвертому місці, кваліфікувашись до плей-оф Ліги чемпіонів наступного сезону, що було визнано задовільним результатом, і контракт тренера було подовжено. Однак вже 23 жовтня 2009 року клуб звільнив Ресіно після поразки 0:4 від «Челсі» на груповому етапі Ліги чемпіонів, що стало кульмінацією цілого відрізку незадовільних результатів, протягом якого було здобуто лише одну перемогу у семи матчах внутрішньої першості.
З грудня 2010 по червень 2011 року знову працював у Сегунді, де очолював тренерський штаб клубу «Реал Вальядолід». Згодом без особливих успіхів двічі працював з «Гранадою» і одного разу із «Сельта Віго», кожного разу приходячи до команди у другій половині сезону і залишаючи її по його завершенні.

### Тренерська статистика
Станом на 1 травня 2019 року
| «Сьюдад де Мурсія» | Іспанія | 1 липня 2005   | 30 червня 2006 | 44  | 21 | 12 | 11 | 47,73 |
| «Леванте»          | Іспанія | 16 січня 2007  | 7 жовтня 2007  | 27  | 6  | 7  | 14 | 22,22 |
| «Кастельйон»       | Іспанія | 30 червня 2008 | 1 лютого 2009  | 26  | 10 | 10 | 6  | 38,46 |
| «Атлетіко»         | Іспанія | 3 лютого 2009  | 23 жовтня 2009 | 31  | 14 | 8  | 9  | 45,16 |
| «Реал Вальядолід»  | Іспанія | 6 грудня 2010  | 17 червня 2011 | 29  | 14 | 5  | 10 | 48,28 |
| «Гранада»          | Іспанія | 23 січня 2012  | 6 червня 2012  | 19  | 7  | 2  | 10 | 36,84 |
| «Сельта Віго»      | Іспанія | 18 лютого 2013 | 8 червня 2013  | 14  | 5  | 2  | 7  | 35,71 |
| «Гранада»          | Іспанія | 19 січня 2015  | 1 травня 2015  | 15  | 2  | 5  | 8  | 13,33 |
| Total              | Total   | Total          | Total          | 205 | 79 | 51 | 75 | 38,54 |

## Титули і досягнення

### Командні
- Володар Кубка Іспанії (2):

«Атлетіко»: 1990-1991, 1991-1992

### Особисті
Трофей Самори: 1990-1991